# كيلي بيتس
كيلي بيتس هو لاعب كرة قدم كندية كندي، ولد في 27 يوليو 1975 في هومبولت ‏ في كندا.